# She Doesn't Cry Anymore
"She Doesn't Cry Anymore" é uma música da banda americana Shenandoah. Foi lançada em março de 1988 pela Columbia Records, sendo o terceiro e último single do álbum de estreia intitulado Shenandoah. A canção alcançou a 9ª posição na parada Billboard Hot Country Singles & Tracks em julho de 1988.

## Paradas musicais

### Desempenho
| Parada (1988)                                           | Melhor posição |
| ------------------------------------------------------- | -------------- |
| Estados Unidos (Billboard Hot Country Singles & Tracks) | 9              |
| Canadá (RPM Country Tracks)                             | 36             |